# Převracení krav

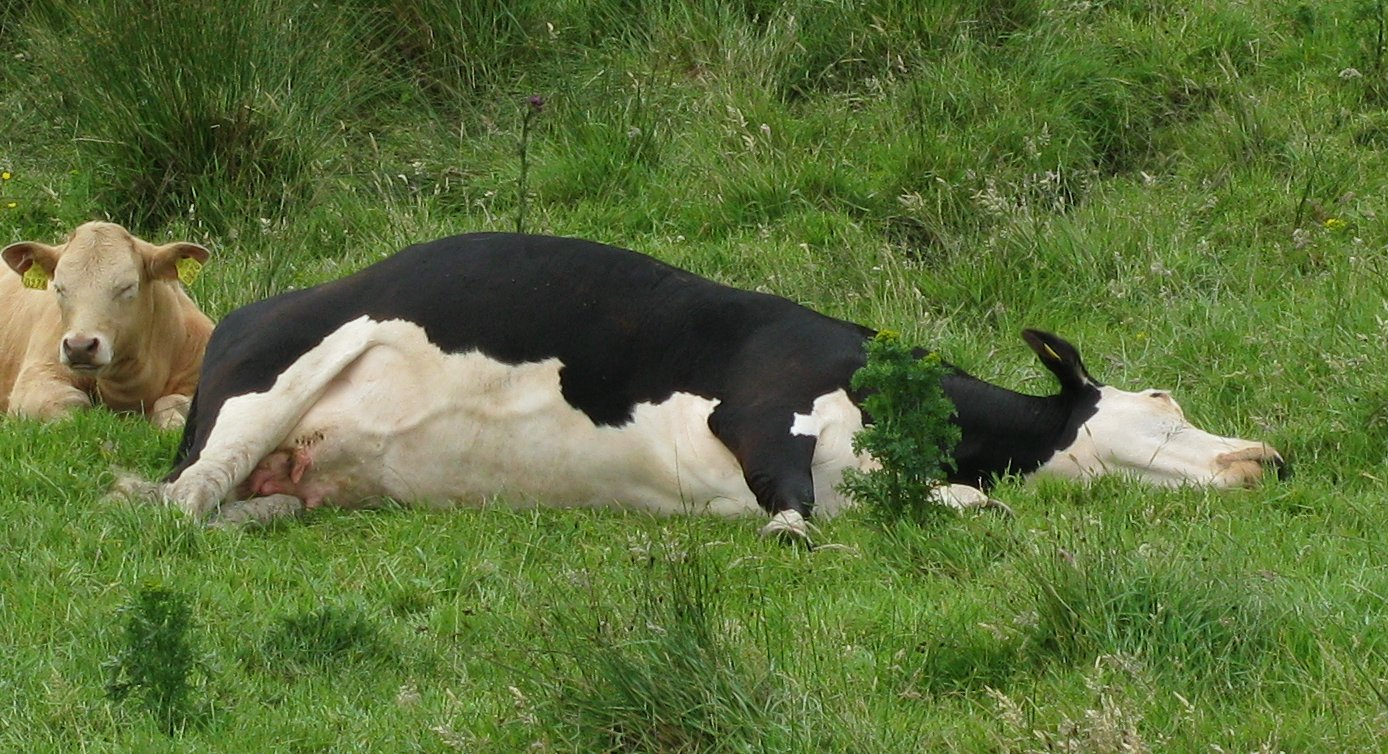
Zdravá kráva ležící na boku není znehybněná; může vstát, kdykoli se jí zachce.

Převracení krav je domnělá činnost spočívající v nenápadném přiblížení se k nic netušící stojící krávě a jejím shození na stranu za účelem pobavení. Praktika překlápění krav je obecně považována za městský mýtus, neboť krávy obvykle nespí ve stoje a domněnka, že svalená kráva není už schopna sama vstát je nesprávná, neboť krávy, pokud nejsou zraněné, velmi často sléhají a nemají problém zvednout se opět na nohy. Vysvětlení, že obyvatelé venkova provozují tuto zábavu, neboť se jim nedostává alternativ, je obvykle považováno za předsudek.

## Vědecký výzkum
Městský mýtus o převracení krav spočívá na předpokladu, že dobytek se pohybuje pomalu, je hloupý a slabý v nohou, a tak je snadné ho převrátit bez použití velké síly. Jenže dobytek nespí ve stoje, jen odpočívá a velmi snadno se vyleká. Co více, četné zdroje mají pochyby o praktické proveditelnosti, neboť kráva obvykle váží přes půl tuny a tlaku jednoho člověka snadno odolá.
Studie z roku 2005, kterou vedla Margo Lillie, zooložka na Univerzitě Britské Kolumbie, dospěla k závěru, že překlopení krávy by vyžadovalo vyvinout sílu 2910 newtonů (654,2 lbf), a je tedy nemožné dosáhnout toho jedinou osobou. Její výpočty ukázaly, že by bylo třeba alespoň dvou osob k vyvinutí dostatečné síly k převrhnutí krávy, za předpokladu, že by kráva nezareagovala a nezměnila svůj postoj. Pokud by kráva reagovala, vyžadovalo by to alespoň čtyři osoby, aby ji převrhly. Lillie poznamenala, že dobytek si je dobře vědom svého okolí a je velmi těžké ho překvapit, vzhledem k jeho výbornému čichu a sluchu, ale že podle zákonů statické fyziky „dva lidé by mohli být schopní překlopit krávu“, pokud by kráva byla „překlopena velmi rychle – těžiště krávy by muselo být přetlačeno přes její kopyto dřív, než by dokázala zareagovat“. Studie Lillie byla opakována dalšími výzkumníky, kteří potvrdili, že nejméně dva až čtyři lidé mohou skutečně převrátit krávu.

## Historie
Víra, že ten či onen druh zvířat není schopen vstát poté, co ho někdo svalí, má historické kořeny, ačkoli se to nikdy netradovalo o dobytku. Julius Caesar a Plinius zaznamenali víru, že los evropský nemá kolenní klouby a nemůže vstát, pokud upadne. Tato domněnka může souviset se starověkým zvykem chytat losy do jam se strmými stěnami.  
V roce 1255 francouzský král Ludvík IX. daroval anglickému králi Jindřichovi III. slona pro jeho zvěřinec v londýnském Toweru. Slona lze vidět nakresleného podle skutečnosti historikem Matthewem Parisem pro jeho dílo Chronica Majora v jeho bestiáři v Parkerově knihovně koleje Corpus Christi v Cambridgi, společně s doprovodným textem odhalujícím, že v dané době Evropané věřili, že sloni nemají kolena, a tak nemohou vstát, pokud upadnou. Bestiář obsahuje kresbu znázorňující slona ležícího na zádech, taženého po zemi jiným slonem, s popiskem uvádějícím, že sloni nemají kolena.